# Javier Hernández (football, 1961)
Pour les articles homonymes, voir Javier Hernández.
Javier Hernández Gutiérrez, né le 1er août 1961 à Tototlán au Mexique, est un joueur de football international mexicain, qui jouait au poste d'attaquant.
Surnommé Chícharo, Hernández est le beau-fils de Tomás Balcázar et le père de Javier Hernández Balcázar dit Chicharito, tous deux footballeurs internationaux,.

## Biographie

### Joueur
Hernández a joué durant sa carrière de club dans les équipes des Estudiantes Tecos, du CF Puebla et enfin du CA Monarcas Morelia.
Il a joué trois matchs avec l'équipe mexicaine des moins de 20 ans durant la Coupe du monde des moins de 20 ans 1979. Javier fut ensuite membre de l'équipe du Mexique senior à part entière, et fit partie de l'effectif qui atteignit les quarts-de-finale lors du mondial 1986 se tenant au Mexique, ainsi que de la génération qui fut bannie du mondial 1990 à cause de l'utilisation de joueurs plus âgés lors de la coupe du monde des moins de 20 ans,.

### Entraîneur
Après sa carrière de joueur, Hernández fut un temps l'entraîneur de l'équipe réserve du club de sa ville natale, les Chivas de Guadalajara. Il demanda la permission de prendre une pause dans ses fonctions pour voir son fils Javier Hernández Balcázar jouer la coupe du monde 2010 en Afrique du Sud. Après que cette permission fut refusée, il décida alors de quitter ses fonctions d'entraîneur de l'équipe réserve de Guadalajara pour partir voir son fils jouer,.